# Atsushi Harada
Atsushi Harada (原田 篤, Harada Atsushi), né le 19 juillet 1978 à Aichi, au Japon, est un acteur japonais. Il est marié à l'actrice et chanteuse japonaise Naomi Akimoto depuis 2003.

## Filmographie

### Séries
- 1998 : Great Teacher Onizuka
- 1999-2000 : Kyûkyû Sentai GoGoFive
- 2003 : Kamen Rider 555
- 2011-2012 : Kaizoku Sentai Gôkaijâ
- 2014 : Total Drama: Pahkitew Island

### Films
- 1999 : Kyûkyû Sentai Gô Gô Faibu: Gekitotsu! Aratanaru Chô-Senshi
- 2003 : Renai Shashin
- 2004 : Nibanme no Kanojo